# Eleccions municipals a Puig-reig
Les eleccions municipals a Puig-reig de 2011 van celebrar-se el 22 de maig de 2011 d'acord amb el que estabeix la Llei Orgànica del Règim Electoral General. La seva convocatòria va ser publicada en el BOE el 29 de març del mateix any.

## 2011
| Candidatura | Candidatura                                                       | Vots | %Vots | Regidors |
| ----------- | ----------------------------------------------------------------- | ---- | ----- | -------- |
|             | Convergència i Unió (CiU)                                         | 961  | 45,61 | 6        |
|             | Independents de Puig-reig - Entesa de Progrés Municipal (IP-EPM)  | 515  | 24,44 | 3        |
|             | Independents - Acord Municipal (ERC-AM)                           | 293  | 13,91 | 1        |
|             | Partit dels Socialistes de Catalunya - Progrés Municipal (PSC-PM) | 159  | 7,55  | 1        |
|             | Partit Popular (PP)                                               | 33   | 1,57  | -        |
|             | vot en blanc                                                      | 146  | 6,93  | -        |
|             | vot nul                                                           | 55   | 2,54  | -        |

| Nom dels regidors | Nom dels regidors                                      | Partit polític         | Regidories                                      |
|                   | Antoni Clement i Guitart (Alcalde)                     | CIU (cap de llista)    | Urbanisme, Governació i Noves Tecnologies       |
|                   | Maria Carme Rossell Noguera (Primera tinent d'alcalde) | CIU                    | Benestar Social, Cultura i Ensenyament.         |
|                   | Dídac Flores Flores (Segon tinent d'alcalde)           | CIU                    | Serveis Urbans, Medi Ambient i Esports          |
|                   | Robert Molas Cardona¹                                  | CIU                    | Promoció Econòmica, Colònies i Nuclis Agregats. |
|                   | Elisabet Serra Castañe                                 | CIU                    | Joventut, Festes i Sanitat.                     |
|                   | Ramon Ros Codina                                       | CIU                    | Hisenda, Dipositari i Seguretat.                |
|                   | Pere Xavier del Río Olivera²                           | IP-EPM                 | -                                               |
|                   | Pere Picado Rodríguez                                  | IP-EPM                 | -                                               |
|                   | Mercè Garcia Lizana                                    | IP-EPM                 | -                                               |
|                   | Antoni Pérez Martos                                    | ERC-AM (cap de llista) | -                                               |
|                   | Josefina Serrano Alsina3                               | PSC-PM                 | -                                               |

1. En substitució d'Isabel Corominas Santaulària.
2. En substitució de Saturnino Domínguez Vinagre (cap de llista).
3. En substitució de Laura Parramona Ariño (cap de llista).